# Pelidnota vanderberghi
Pelidnota vanderberghi är en skalbaggsart som beskrevs av Soula 2010. Pelidnota vanderberghi ingår i släktet Pelidnota och familjen Rutelidae. Inga underarter finns listade i Catalogue of Life.